# Dubai Classic
Dubai Classic — профессиональный снукерный турнир, проводившийся с 1988 по 1994 годы на территории Объединённых Арабских Эмиратов. Вначале был нерейтинговым (Dubai Masters), затем шесть лет в статусе рейтингового турнира (Dubai Duty Free Classic) вне Британских островов. В 1995 году турнир переехал в Таиланд под и стал называться Thailand Classic, а в следующем году - Asian Classic, после чего был изъят из расписания мейн-тура. В сезоне 2008/09 был однократно возрождён как чемпионат Бахрейна.

## Победители
| Год                                   | Чемпион                       | Финалист                      | Счёт                          | Сезон                         |
| Dubai Masters (нерейтинговый)         | Dubai Masters (нерейтинговый) | Dubai Masters (нерейтинговый) | Dubai Masters (нерейтинговый) | Dubai Masters (нерейтинговый) |
| ------------------------------------- | ----------------------------- | ----------------------------- | ----------------------------- | ----------------------------- |
| 1988                                  | Нил Фудс                      | Стив Дэвис                    | 5:4                           | 1988/89                       |
| Dubai Duty Free Classic (рейтинговый) |                               |                               |                               |                               |
| 1989                                  | Стивен Хендри                 | Дуг Маунтджой                 | 9:2                           | 1989/90                       |
| 1990                                  | Стивен Хендри                 | Стив Дэвис                    | 9:1                           | 1990/91                       |
| 1991                                  | Джон Пэррот                   | Тони Ноулз                    | 9:3                           | 1991/92                       |
| 1992                                  | Джон Пэррот                   | Стивен Хендри                 | 9:8                           | 1992/93                       |
| 1993                                  | Стивен Хендри                 | Стив Дэвис                    | 9:3                           | 1993/94                       |
| 1994                                  | Алан Макманус                 | Питер Эбдон                   | 9:6                           | 1994/95                       |
| Thailand Classic (рейтинговый)        |                               |                               |                               |                               |
| 1995                                  | Джон Пэррот                   | Найджел Бонд                  | 9–6                           | 1995/96                       |
| Asian Classic (рейтинговый)           |                               |                               |                               |                               |
| 1996                                  | Ронни О’Салливан              | Брайан Морган                 | 9–8                           | 1996/97                       |